# 제니퍼 그랜홈
제니퍼 멀헌 그랜홈 (Jennifer Mulhern Granholm, 1959년 2월 5일 ~ )은 캐나다 출신 미국의 여성 민주당 정치인이자 47대 미시간주지사 (2003년 ~ 2011년)이다. 그랜홈은 2003년 1월 1일 선서되었을 때 미시간주의 첫 여성 주지사가 되었다. 그녀는 존 엥글러의 뒤를 이었다. 2006년 그녀는 성공적으로 재선을 위하여 나가 11월 7일 총선에서 공화당 기업인이자 정치인 딕 디보스, 자유당의 그레고리 크레스웰, 미국 녹색당의 더글러스 캠벨과 헌법당의 바그완 다샤이랴를 꺾었다.
그녀는 2010년 주지사로서 3번째 기간을 추구한 것으로부터 기간 제한에 의하여 금지되었고 즉시 공화당원 릭 스나이더에 의하여 대체되었다.
미시간주의 최고 직위를 보유하는 데 첫 여성이 되기 전에 그랜홈은 1998년 주의 법무장관의 직무로 선출된 첫 여성으로서 착수하였다. 그녀는 자신이 주지사직을 취할 때 1999년부터 2003년까지 단 하나의 기간을 위하여 그 직위에 지냈다.
2004년 그랜홈은 미시간주 여성 명예의 전당으로 헌액되었다. 2008년 미국 대통령 선거가 있는 동안 공화당의 부통령 후보 세라 팔린이 민주당 부통령 후보 조 바이든과 토론에 있으면서 서있었다.

## 생애
캐나다 브리티시컬럼비아주 밴쿠버에서 빅터 아이버 그랜홈과 셜리 앨프레다 다우던에게 태어났다. 그녀는 스웨덴과 노르웨이의 혈통을 이어받았으며 4세 때 가족과 함께 미국 캘리포니아주로 이주하여 애너하임, 새너제이와 샌칼로스에서 자라왔다. 1977년 샌칼로스 고등학교를 졸업한 그랜홈은 미스 샌칼로스 미인 선발대회를 우승하였다. 젊은 성인으로서 그녀는 할리우드 연기 경력을 발포하는 데 시도하였으나 비성공적이었고 21세의 나이에 자신의 노력들을 포기하였다. 그녀는 유니버설 스튜디오에서 투어 가이드, 로스앤젤레스 타임스 안에서 고객 서비스로서 직업들을 보유하였고 레드우드시티에 있는 머린 월드 아프리카 USA에서 첫 여성 투어 가이드가 되어 탑승한 25명의 관광객들과 보트들을 조종하였다.
1980년 그랜홈은 미국 시민이 되었다. 그녀는 존 B. 앤더슨의 무소속 대통령 선거 운동에 일하였고 캘리포니아 대학교 버클리에 입학하였다. 그녀는 1984년 2개의 문학사, 정치학에서 하나의 학위 그리고 프랑스어에서 또하나와 함께 졸업하였다. 그랜홈은 그러고나서 하버드 로스쿨에서 법무박사를 취득하였다. 그녀는 6회 미국 연방 항소법원에 미국의 재판관 데이먼 키스를 위하여 서기로 근무하였다. 1990년 그녀는 미시간주 동부 구역을 위하여 보조 지방 검사가 되었고 1994년 웨인 카운티 법인 변호사로 임명되었다.

## 미시간주 법무장관 (1999년 ~ 2003년)
1998년 그랜홈은 미시간주 법무 장관으로 선출되어 공화당 후보 존 스미탱카를 52 퍼센트 대 48 퍼센트로 꺾었다. 그녀는 그 직위를 보유하는 데 첫 여성이었으며 4년간 지내면서 시민과 소비자들을 보호하고, 미시간주의 첫 사이버 범죄 일단을 설립하는 데 전념하였다. 2001년 911 테러가 일어난 후 그랜홈은 주의 권력들 안에서 테러리즘을 싸움을 계속하는 데 입법자들과 함께 주정부 기관들을 지도하였다. 그녀는 또한 테러 공격에 이어 즉시 미시간주를 가로질러 산발적으로 일어난 극적으로 물가 상승으로부터 그것들을 지키는 데 가솔린 거래인들에 규제를 부과하였다.

## 47대 미시간주지사 (2003년 ~ 2011년)

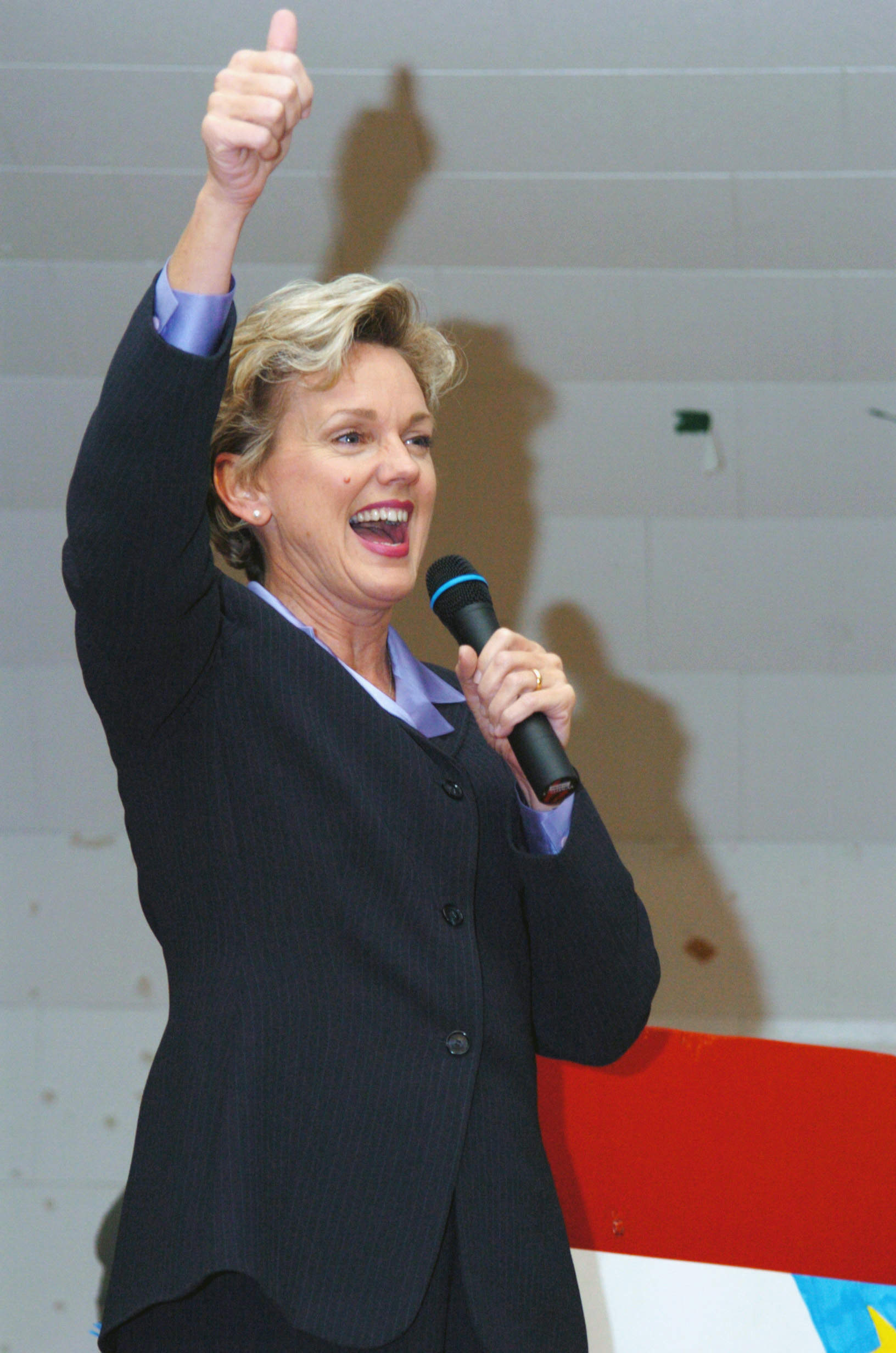
2005년 12월 랜싱에서 이라크 원정에 이어 미시간주에 돌아온 군인들에게 연설하는 그랜홈

2003년 1월 1일 그랜홈은 미시간주의 47대 지사로서 선서되었다. 주지사를 향한 주요 문제는 다량의 예산 적자로 지내왔다. 그랜홈은 주의 예산 지출들로부터 1인당 200 달러의 위로 제거해야 했다. 주지사로서 그녀는 국립 주지사 협회의 회원이자 민주당 주지사 협회의 정책 여성 의장이었다.
2003년 그랜홈은 매키낵 다리 산책이 열린 동안 47분에 주의 2개의 반도와 연결된 매키낵 다리를 가로질러 5 마일을 달렸다. 그녀의 달리기는 새롱눈 전통을 시작하였고, 2004년은 매년 다리 산책이 열리기 몇시간 전에 초대 매년 주지사 노동절 다리 달리기를 보았다. 10월 24일 디트로이트 프레스/플랙스타 뱅크 마라톤에 자신의 남편 대니얼 멀헌에 가입한 후, 그랜홈은 "나는 내가 50세 되기 전에 마라톤을 달리고 싶다."라고 말하였다.

### 예산
주지사직에서 그랜홈의 첫해 동안 그녀는 예산 삭감의 상당한 수를 만들었다. 그녀는 노숙자 쉼터와 정신 건강 기관들 같은 사회보장 프로그램들로 자금 삭감으로 제안에 화가 났다. 인터뷰가 있는 동안 그녀는 예산 삭감의 적절한 관점에 반영하였다.
"가끔 종교의 망토에 자신을 은폐한 자들이 어떤 가장 큰 삭감자들에게 생긴다. 이제 그중에 어떤 것이 균형을 잡을 수 있다. 그러나 이것들 중 최소한 서비스들을 줄여야 할 때 - 마태복음 25장 27절에 하나님은 '이것들 중 최소한으로 무엇을 하든, 그래서 당신은 나에게도'라고 말한다. - 그것이 내가 누군가가 그들이 고백하는 믿음에 사는 누군가를 의문할 때이다." 면접인은 그랜홈이 비판을 받을 것으로 주목하였으나 그녀는 모두가 "예산 과정을 통하여 그 가치들을 염두에 둘 것"이라는 것을 희망하였다. 미시간주 공화당의 의장 베치 디보스 (1996년 ~ 2000년, 2003년 ~ 2005년)는 그랜홈이 "그녀의 정치적 반대자들을 악마화하기 위해 종교적으로 예산 균형을 이루는 데 자신의 견해를 숨기는" 데 결정한 것에 화가 났다. 그랜홈은 자신의 응답이 논쟁적이었다고 생각하지 않았다고 답하여 많은 믿음의 사람들이 주정부에 봉사하고 있다고 말하였다.
2005년 2월 미시간주의 공화당 지배에 있던 입법부는 그랜홈이 제안한 주의 예산에 투표하는 데 거부하여 고등 교육을 위하여 주의 기금으로 삭감에 우려를 인용하였다. 그랜홈의 재직 기간의 이전의 세월에 고등 교육으로 많은 삭감들은 요구되었고 주의 예산 균형을 위하여 입법부에서 투표하였다. 1년 전에 민주당원들이 입법적 공화당원들을 방해가 된다는 것을 비난한 동안 공화당의 지도자들은 그랜홈을 "아무 것도 안하는 주지사"로 불러 그녀가 이끄는 데 실패하였다고 단언하였다. 그해 1월 그랜홈은 초기 예산 제안을 하여 입법부로부터 즉각적인 대응을 요구하였고 제안된 예산의 하이라이트들을 개요하는 기자 회견을 열었다. 제안된 예산에 숙고, 토론 혹은 투표하는 데 거부한 후 공화당원들은 자신들이 오히려 입법부가 주의 예산의 형성에서 더많은 연루를 둔 것을 좋아하였다고 진술하였다.
3월 그랜홈은 주의 예산으로부터 측정된 9백만 달러를 삭감하기 위하여 MEAP 장학금 프로그램을 통하여 얻은 장학금 지급 보류를 추구하였다. 프로그램은 MEAP 표준화 시험에서 잘한 11 학년 학생들에게 500 달러 대학 장학금을 수여한다. 그랜홈은 주가 학생들이 장학금을 벌은 결심의 시초적 의미들이 없었다고 주장하였다. 주 예산의 어려움들이 해결되지 않은 것으로 남았어도 현저하게 디트로이트 프리 프레스, 지방 변호사들과 부모들로부터 수많은 비판이 있던 후에 그녀는 학생들에게 그들의 장학금을 수여하였다. 그랜홈을 위한 대표 리즈 보이드는 "많은 점에서 그것은 엥글러 행정부에 의하여 만들어진 공허한 약속이었다. 그들은 세입을 삭감하였고 지출을 삭감하지 않았으며 우리는 아직도 오늘날 그 결정들의 영향들로부터 감고있다."고 말하였다.

### 예산 위기와 2번째 기간

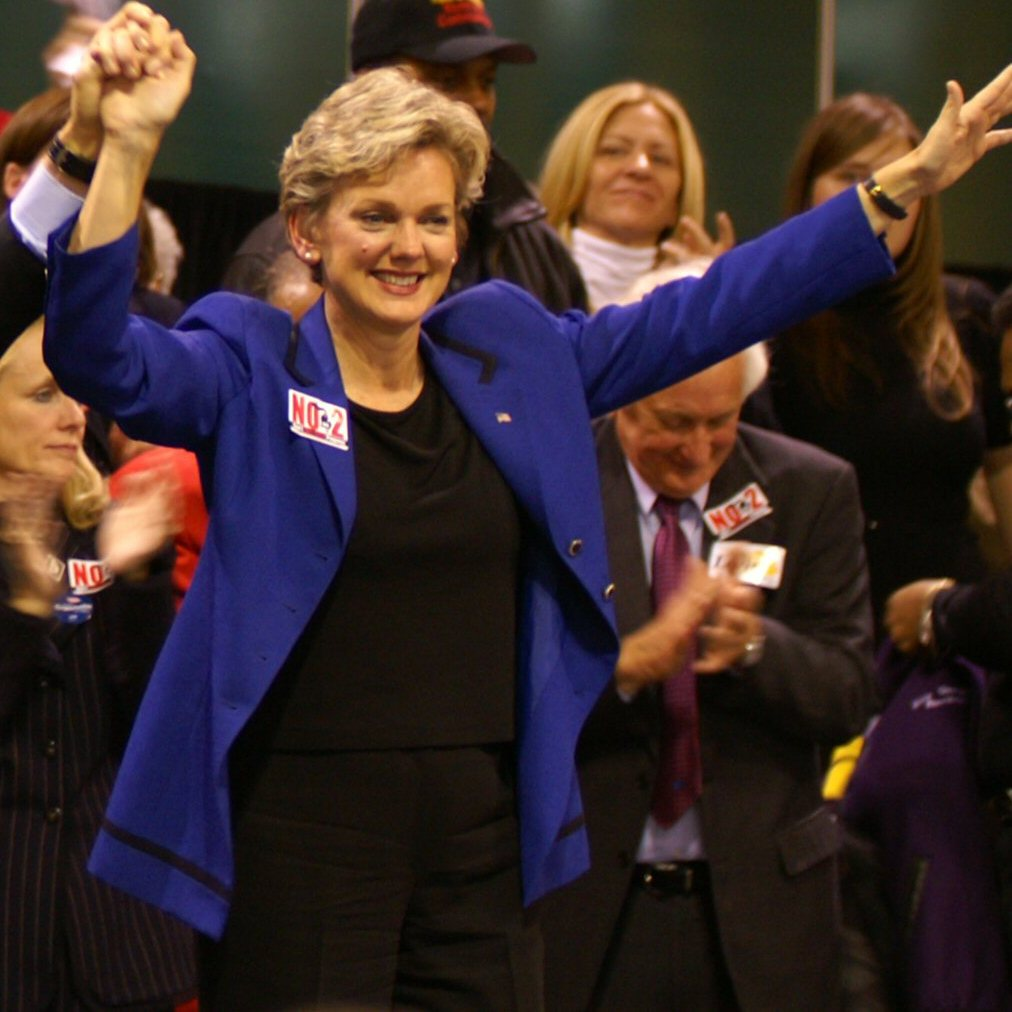
2006년 11월 주지사 선거 운동에서

2006년 선거는 미시간주 하원에서 민주당원들에 의한 권력으로 복귀였지만 미시간주 상원에 공화당원들의 통치의 유지를 보았다. 미시간주 정부에서 권력의 당파 분배는 예산이 통과되어 조인될 때까지 2007년 10월 1일 초기 아침 일찍이 비필수적 주의 용역들의 4시간 동안 폐업에 결과를 가져온 FY 2008 주예산에 그랜홈과 공화당 입법자들 사이에 결판으로 이끌었다. 예산은 예산 부족 문제를 해결하는 데 용역들을 삭감하고, 주의 소득세를 늘이고 스키의 리프트 티켓으로부터 인테리어 디자인과 조경까지 다양한 비지니스 활동들에 서비스세의 새로운 경향을 창조하였다. 논쟁적 예산의 결과로서 어떤 납세자들과 비지니스 옹호자들은 그랜홈과 세금 인상을 위하여 투표한 입법자들을 대항하는 회상 캠페인을 요청하였다.

### 승인 등급
예산 위기는 결국적으로 미시간주의 신용 평가를 AA에서 AA-로 가치를 떨어뜨리는 데 스탠다드 앤드 푸어스를 이끌었다. 추가적으로 위기는 2007년 9월 43 퍼센트에서 12월 32 퍼센트로 선 그랜홈을 위한 승인 등급을 가라앉히는 데 공헌하였다. 분배된 미시간주의 입법은 같은 투표에 더욱 낮은 18 퍼센트의 승인 등급을 받았다. 2008년 8월 투표는 그랜홈의 38 퍼센트에서 승인 등급을 위한 약간의 반동에 특징을 지었다.

### 발전과 혁신
2005년 7월 22일 그랜홈은 미시간 주립 대학교의 총장 루 애나 K. 사이먼과 전 랜싱의 시장이자 노동부와 경제 성장 국장 데이비드 홀리스터와 더불어 일본을 위하여 떠났다. 그들의 여행은 미시간주를 "북아메리카의 최첨단 연구, 생명 과학 인재와 첨단 기술 혁신의 교차로"로 강조하는 목적에 계획되었다. 그들은 시가현 지사 구니마츠 요시츠, 도요타의 회장 와타나베 가츠아키와 150개의 일본의 자동차, 생명 공학과 인간 과학 회사들의 대표들과 만났다. 5일간 여행의 첫날 7월 25일 그랜홈은 아이치현 나가쿠테 시에서 열린 2005년 세계 박람회에서 65개의 일본의 자동차 관련 회사들의 연구 집회를 지도하였다. 7월 26일 그랜홈은 미시간주에서 4,500명의 근로자를 고용한 덴소의 회장이자 최고경영자 후카야 고이치를 가리야시에 있는 회사의 D 스퀘어 시설에서 만났다. 그러고나서 그녀는 일본의 가장 큰 호수인 비와호에서 외륜 보트에 타면서 구니마츠 지사와 만났다. 주를 둘러싸는 오대호처럼 비와 호는 도입종의 유입에 대항하여 싸운 역사를 가지고 있으며 시가현은 자연 담수 생태계에 위협을 준 도입종의 자라남을 억제하는 데 낚시꾼들에게 현상금을 지불하고 43명의 공식적으로 잡는 사람들을 기용한다. 자신들의 국가의 가장 큰 담수 자원을 나누는 데 비슷한 이유로 시가현은 미시간주의 "자매주"이다.

### 학교에서 약물 복용
그녀는 또한 학교들에 약물을 두지 않고 선수들의 무작위 도핑 테스트 만큼 자세가 멀리 가지 않았어도 그들 소유의 약물 정책들을 쓰는 데 교육 위원회를 요구하는 입법을 서명하였다. 그녀는 각각의 미시간주의 대학생을 위하여 4000 달러 장학금을 설립하는 데 시도하고 있다.

### 경제
2008년 1월 29일 그랜홈은 자신의 6번째 주의 상태 연설을 하였다. 연설은 주에게 가져오는 선택적인 에너지 회사들을 통하여 미시간주의 경제에서 직업들을 창조하는 것에 주로 전념되었다. 2015년까지 극서를 요구하려고 한 통과시킨 신재생에너지 의무할당제를 통하여 미시간주의 에너지의 10 퍼센트는 2025년까지 신재생 자원들과 25 퍼센트로부터 올 것으로 그랜홈은 주에서 선택적인 에너지 산업이 나타나는 것을 기대한다.

### 미시간주 영화 장려금 프로그램
그랜홈은 또한 연설에서 미시간주에서 영화를 촬영하고 제작에서 지방 촬영진들을 이용하는 영화 제작자들에게 세금 감면을 제공하는 데 장려금 일괄을 요구하기도 하였다. 영화 산업 장려금에 제공되는 청구서 일괄은 미시간 주립 입법부의 상하원 둘다에 의하여 찬성되었고 2008년 4월 7일 그랜홈에 의하여 법률로 조인되었다. 그 일은 민간 부문에서 말썽을 일으키기 시작하였다.

### 날짜가 바뀐 대통령 예비 선거
부분적으로 그랜홈으로부터 압력 때문에 미시간주의 민주당 대통령 예비 선거는 1월 15일로 옮겨져 주가 역사적으로 2월 9일에 그 간부 회의들을 개최한 미시간 민주당의 대의원들을 제거하는 데 민주당 국립 위원회를 이끌었다. 그랜홈은 아무 민주당 행정부에서 미국의 법무 장관을 위하여 유력한 후보로 임명되어 왔다. 당시 그녀는 민주당 주지사 협회의 정책 의장이었다.

### 주지사의 로비 활동
미시간주 캠페인 재정 연락망에 의한 연구는 2008년 주지사의 사무실이 다른 주의 정치인들과 로비 활동과 연락망 활동을 하는 데 63,672 달러를 썼다고 한다.
주지사 사무소의 2개의 부문들은 또한 로빙에 돈의 엄청난 양을 썼으며 이 돈은 지난해로부터 증가되었다. 주지사의 경제 개발 법인은 106 퍼센트에 의하여 그 로비 활동 예산을 확장시켰던 동안 환경 품질부는 12 퍼센트에 의한 로비 활동에서 증가를 가지고 있다.

### 디트로이트 시장의 중범죄 스캔들

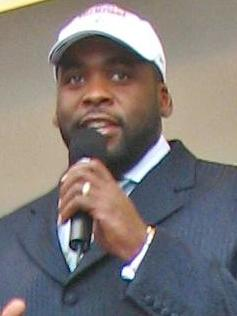
콰메 킬패트릭 전 디트로이트 시장

디트로이트 시장 콰메 킬패트릭에 8개 (후에 10개)의 중범죄로 응답에서 그랜홈이 그를 시장직에서 제거하는 요청으로 디트로이트 시의회에 의하여 2008년 5월 14일 해결로 응답에서 그랜홈은 9월 3일 제거 청문회에서 절정에 달한 문의를 시작하였다. 9월 3일 그랜홈은 청문회를 위하여 법정 근거를 설명하였다. 주장들이 만들어져 3명의 목격자들이 불러졌다. 9월 4일의 아침에 킬패트릭은 2개의 탄원 정책들로 동의하였고 2개의 위증 법원으로 유죄를 인정하였고, 2개의 갈라진 경우들에서 경찰관에 폭행 및 방해에 하나의 위증으로 인정하지 않으면서 벌금을 물었다. 양정책은 그의 사임을 요청하였다. 그날 늦게 청문회가 재소집 되었을 때 그랜홈은 탄원 정책들의 결과로서 9월 22일까지 청문회가 연기될 것을 진술하였다.

## 2016년 미국 대통령 선거

### 친클린턴파의 우선순위

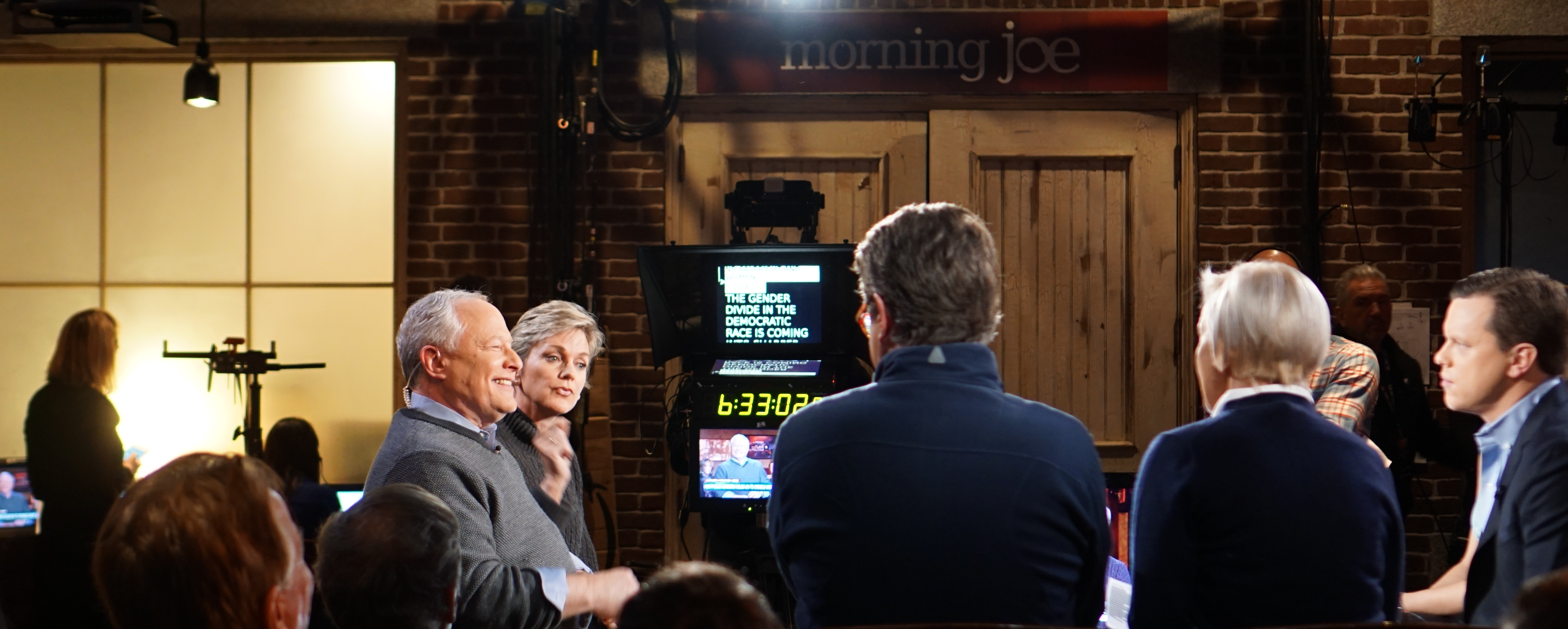
뉴햄프셔주 맨체스터에서 열린 "모닝 조" 뉴스 토크에서 (2016년 2월 8일)

2016년 8월 중순에 그랜홈은 친힐러리 클린턴파의 대통령 후보 정부행동위원회의 CTR (Correct the Record)로 자신의 이동을 공고하였다. 8월까지 그랜홈은 다른 친클린턴파의 대통령 후보 정부행동위원회 우선순위 미국 활동의 이사회 회장이었다. 뉴욕 타임스에 의하면 우선순위에서 CTR로 옮김은 클린턴의 선거 운동에 의하여 창시되었고, 타임스에 의하면 CTR은 "선거 운동과 함께 조종하고" 있으며 그랜홈은 클린턴에게 "대리자 역할을 할 수 있다."고 알려졌다.

### 클린턴 전환 팀
8월 16일 그랜홈이 힐러리 클린턴의 전환 팀의 합동 의장으로 임명되었다고 보고되었다. 팀의 다른 합동 의장들은 전 국가안보보좌관 톰 도닐런, 미국 진보 센터의 회장 니라 탠던과 하버드 대학교에서 정치학 연구소의 국장 매기 윌리엄스를 포함한다.

## 개인 생활
1986년 그랜홈은 미시간주 토박이 대니얼 멀헌과 결혼하여 그의 성을 자신의 중앙 이름으로 택하였으며 그들은 3명의 자식들 - 캐스린, 세실리아와 잭을 두었다.

## 역대 선거 결과
| 선거명      | 직책명          | 대수 | 정당   | 득표율 | 득표수      | 결과 | 당락                   |
| ----------- | --------------- | ---- | ------ | ------ | ----------- | ---- | ---------------------- |
| 1998년 선거 | 미시간 법무장관 | 51대 | 민주당 | 52.09% | 1,557,310표 | 1위  | 미시간주 법무장관 당선 |
| 2002년 선거 | 미시간 주지사   | 47대 | 민주당 | 51.42% | 1,633,796표 | 1위  | 미시간 주지사 당선     |
| 2006년 선거 | 미시간 주지사   | 47대 | 민주당 | 56.36% | 2,142,513표 | 1위  | 미시간 주지사 당선     |